# Isaiah Livers

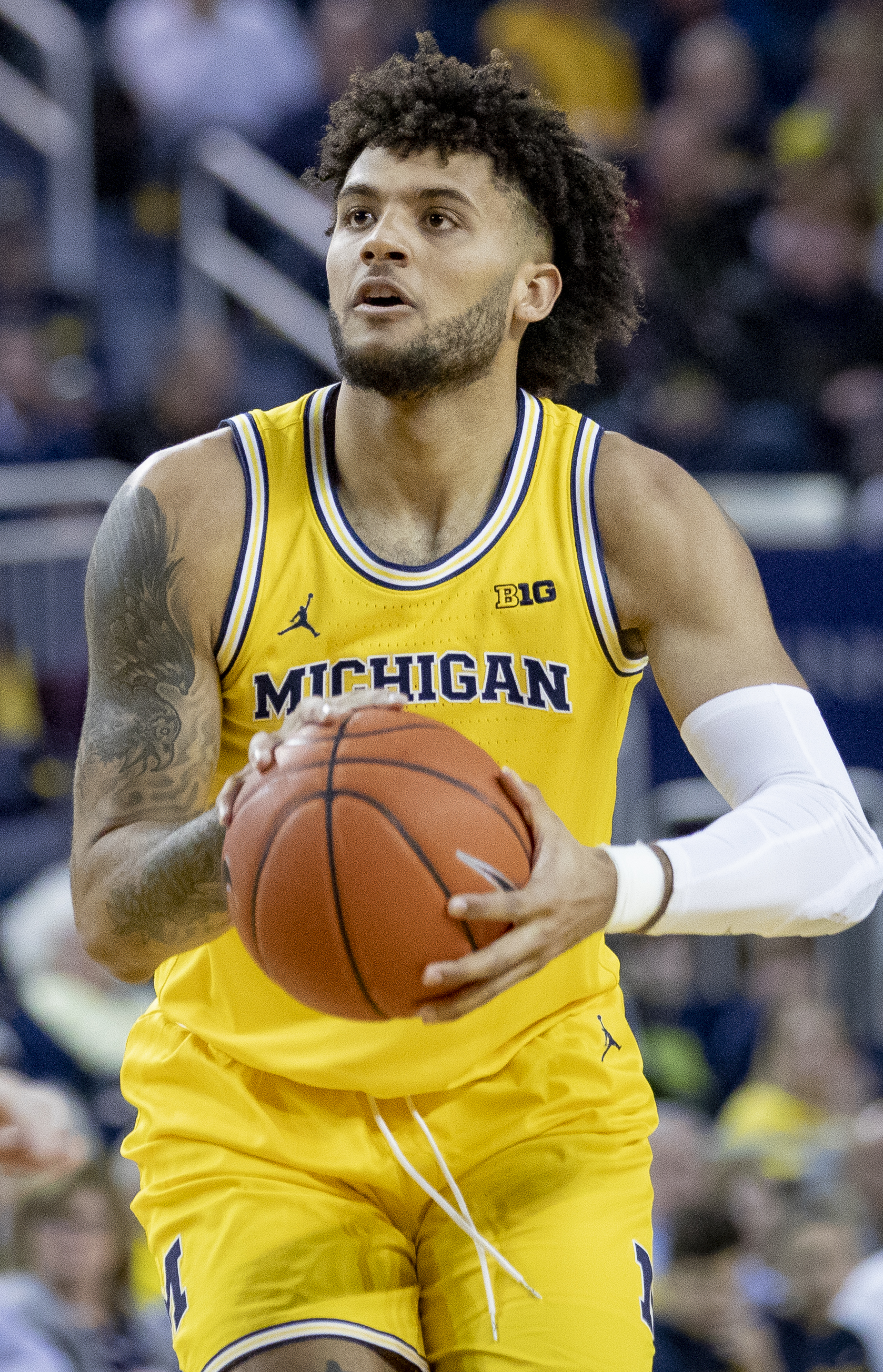
Isaiah Livers, 2020.

Isaiah Maurice Livers, född 28 juli 1998 i Kalamazoo i Michigan, är en amerikansk professionell basketspelare (PF/SF) som spelar för Phoenix Suns i National Basketball Association (NBA). Han har tidigare spelat för Detroit Pistons.
Livers draftades av Detroit Pistons i andra rundan i 2021 års draft som 42:a spelare totalt.
Innan han blev proffs studerade Livers vid University of Michigan och spelade för deras idrottsförening Michigan Wolverines.